# Vlaams Architectuurinstituut

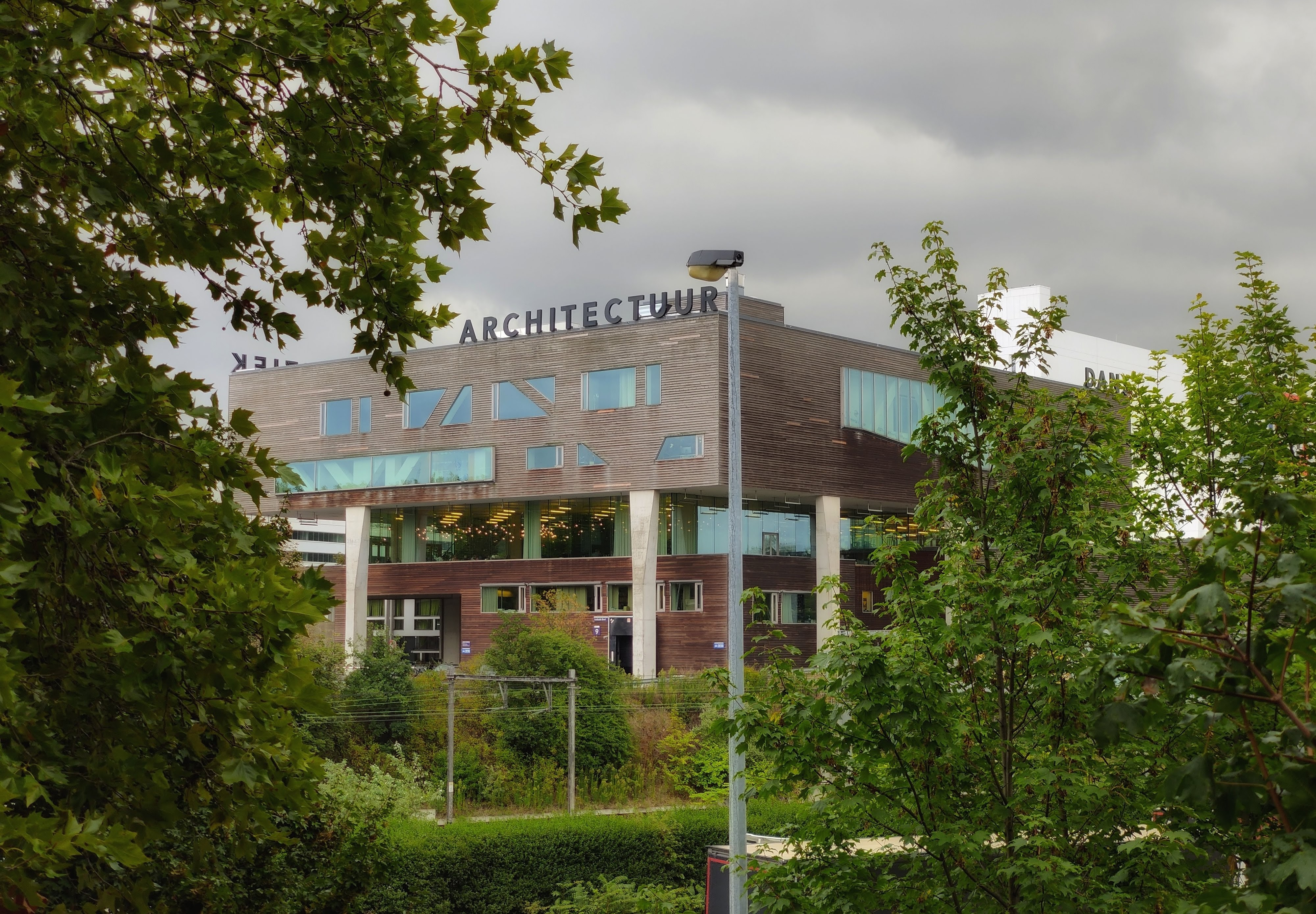
Deel van kunstencampus deSingel waarin onder andere het Vlaams Architectuurinstituut gevestigd is

Het Vlaams Architectuurinstituut (VAi) is het voornaamste aanspreekpunt voor informatie over architectuur uit Vlaanderen en Brussel. Het Vlaams Architectuurinstituut werd opgericht in 2001 op initiatief van toenmalig Vlaams minister van Cultuur Bert Anciaux en is gevestigd in deSingel te Antwerpen.
Het Vlaams Architectuurinstituut is de referentie voor architectuurcultuur in Vlaanderen en Brussel. Het maakt het publiek attent op het belang van een goed ontworpen leefomgeving, stimuleren het maatschappelijke debat over het ontwerp van gebouwen/steden en verspreiden kennis over architectuur.
Gevestigd in deSingel in Antwerpen, organiseert het Vlaams Architectuurinstituut tentoonstellingen, lezingen, debatten, publicaties en evenementen, zoals het tweejaarlijkse Architectuurboek Vlaanderen en het Festival van de architectuur. Bovendien vertegenwoordigt het instituut Vlaanderen op internationale evenementen zoals de Architectuurbiënnale in Venetië en is het ingebed in een wereldwijd netwerk van architectuurinstituten.
Het Vlaams Architectuurinstituut beheert een collectie architectuurarchieven die wordt opengesteld voor onderzoek.
Naast architectuur ontplooit het Vlaams Architectuurinstituut ook een werking rond het erfgoed van Vlaams design, stedenbouw en bouwindustrie.